# Ecthoea quadricornis
Ecthoea quadricornis is een keversoort uit de familie boktorren (Cerambycidae). De wetenschappelijke naam van de soort is voor het eerst geldig gepubliceerd in 1858 door Pascoe.